# Rhypholophus oregonicus
Rhypholophus oregonicus är en tvåvingeart. Rhypholophus oregonicus ingår i släktet Rhypholophus och familjen småharkrankar.

## Underarter
Arten delas in i följande underarter:
- R. o. fugax
- R. o. oregonicus